# Flaga obwodu wołogodzkiego
Flaga obwodu wołogodzkiego (NHR:228) – zatwierdzona 26 listopada 1997 r., biała z czerwonym pasem wzdłuż przeciwległego drążkowi krańca flagi, którego szerokość w stosunku do długości materiału wynosi 1:5. Od strony trzonka na białym tle umieszczony jest herb obwodu wołogodzkiego.
Po zatwierdzeniu dwukrotnie zmieniano opis flagi w 2004 r. oraz w 2005 r.. Zmiany dotyczyły opisu herbu obwodu wołogodzkiego.
Proporcje (wysokość do szerokości) - 2:3.